# Râul Budeș
Râul Budeș este un curs de apă, afluent al râului Olt. 